# Blackeberg
Blackeberg est une banlieue de Stockholm en Suède.
On y trouve une station de la ligne T19 du métro de Stockholm, conçue par l'architecte Peter Celsing et inaugurée en 1952.

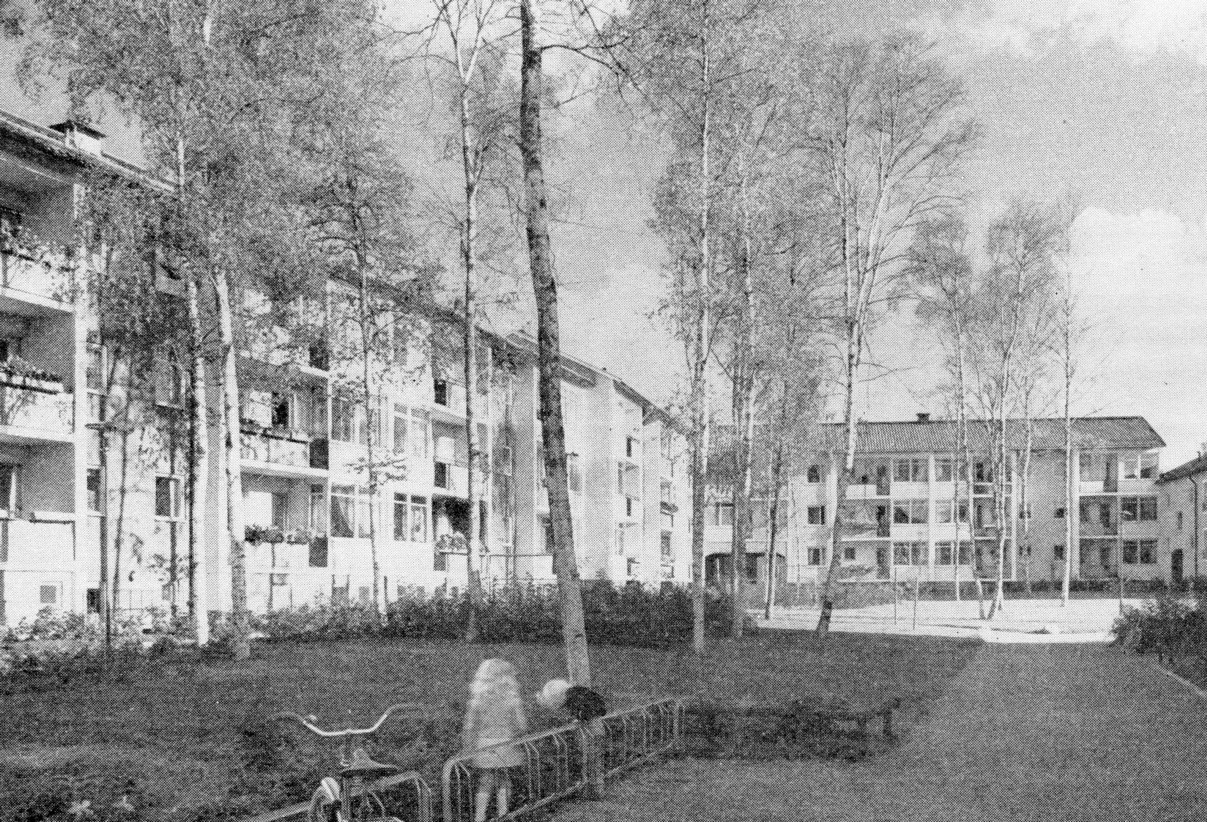
Blackeberg dans les années 1950.